# Bellingen (Belgique)
Pour les articles homonymes, voir Bellingen.
Bellingen ou Bellinghen est une section de la commune belge de Pepingen située en Région flamande dans la province du Brabant flamand. C'était une commune à part entière avant la fusion des communes de 1977. Le village qui est resté très rurale se situe dans le Pajottenland et héberge la bibliothèque communale de Pepingen.

## Démographie

### Évolution démographique
- Sources : INS, Rem. : 1831 jusqu'en 1970 = recensements, 1976 = nombre d'habitants au 31 décembre[3].

## Curiosités
- L'ancienne abbaye Ter Loo est devenue une école nommée Vrije Basisschool Bellingen (École fondamentale libre de Bellingen).
- L'église est située en haut du village et date du XVIIe siècle.
- Dans l'entité, il y a de nombreuses fermes brabançonnes.
- Château Ledale